# Patrice Moullet
Pour les articles homonymes, voir Moullet.

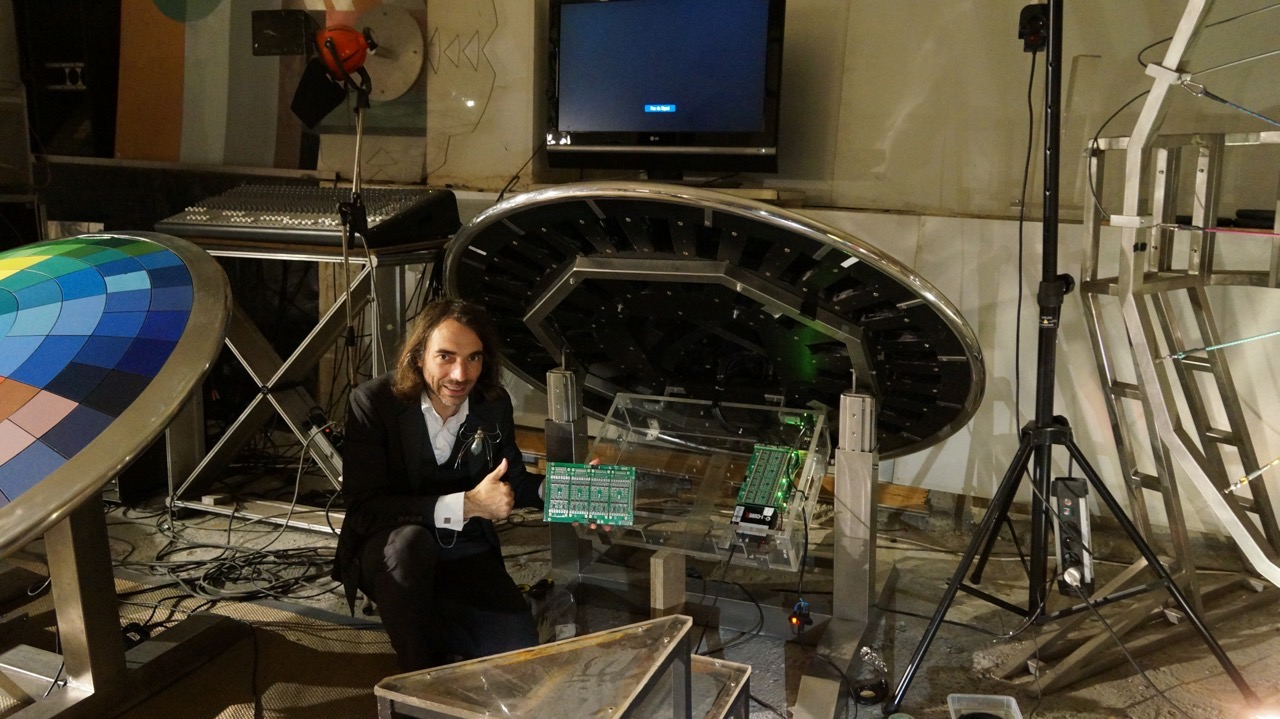
Le mathématicien Cédric Villani présente l'interface électronique développée par Franck Morisseau pour l'OMNI X 2019. En partenariat avec Huawei Technologie.

Patrice Moullet, né le 21 juin 1946 à Paris, est un musicien français, compositeur et créateur d'instruments de musique, travaillant notamment dans le cadre de l'Atelier d'expérimentation musicale, situé à La Défense à Paris.
Il est l'inventeur du percuphone, de la stretch machine, du cosmophone et de l'omni, instrument dont une version géante a été réalisée en Chine en 2024.
Sa carrière de compositeur est liée à celles de la chanteuse Catherine Ribeiro (1941-2024) et du groupe Alpes.

## Biographie
De 1960 à 1968, il est acteur dans deux films de son frère Luc et dans Les Carabiniers de Jean-Luc Godard (1963), film durant le tournage duquel il fait la connaissance de Catherine Ribeiro, elle aussi actrice dans ce film.
À partir de 1963, il étudie la guitare classique à l'académie de guitare de Paris et fonde en 1968 le groupe Alpes dont il dirige les différents axes des activités musicales au sein de l'Atelier d'expérimentation musicale (AEM),,,,.
Parallèlement, il compose la musique des onze albums 33 tours  de Catherine Ribeiro + Alpes, parus chez Philips de 1968 à 1980, puis en 1986 et en 1994, et des quatre albums du groupe Alpes.
Il a également signé des musiques de films et de DVD.

## L'Atelier d'expérimentation musicale
Cet atelier, aussi appelé « AEM », est le lieu de travail de Patrice Moullet, où ce dernier conçoit des instruments mêlant l'esthétisme sculptural et des techniques de pointe spécialement développées à cet effet : le percuphone, l'omni, la stretch machine, le cosmophone, la Surface Triangulaire Inclinée, la Scratch machine, le Moon Jump, le Sun. Ce lieu fait initialement partie du projet « Atelier d'Expérimentation Musicale - Alpes - Patrice Moullet ».

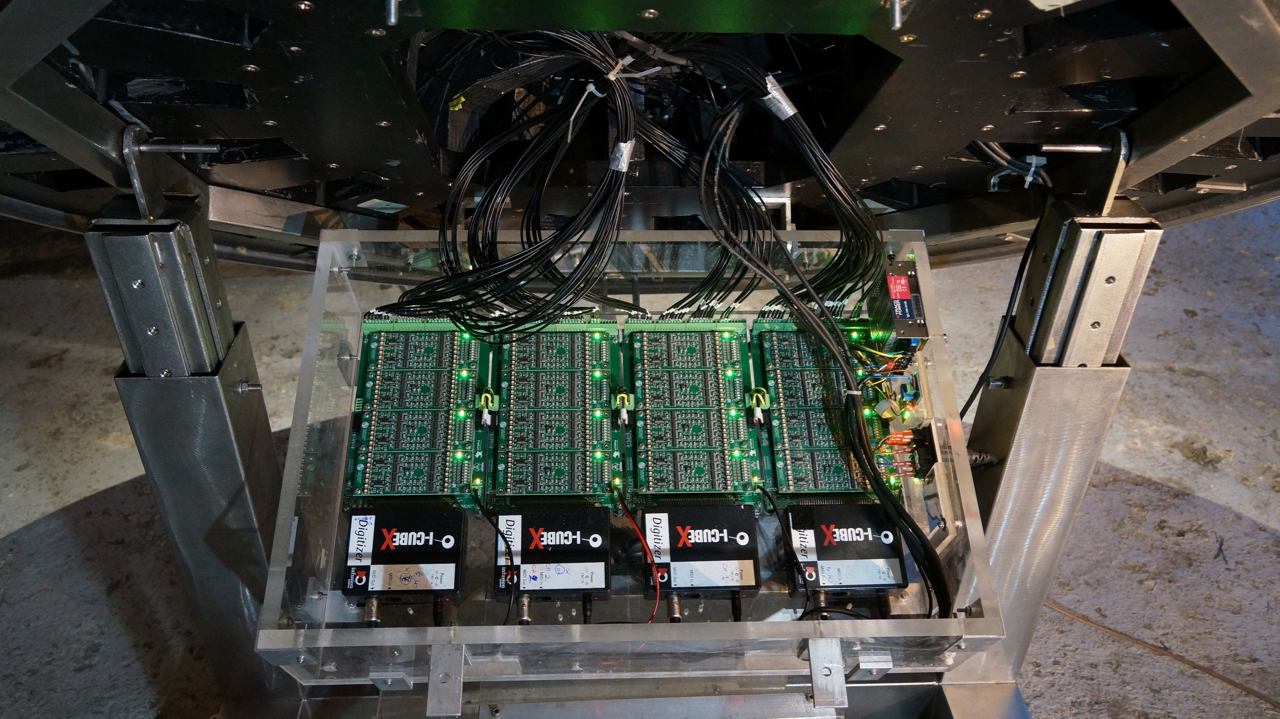
Bloc électronique de l'OMNI X 2019 - Installation permanente au Musée national du Danemark (2019)

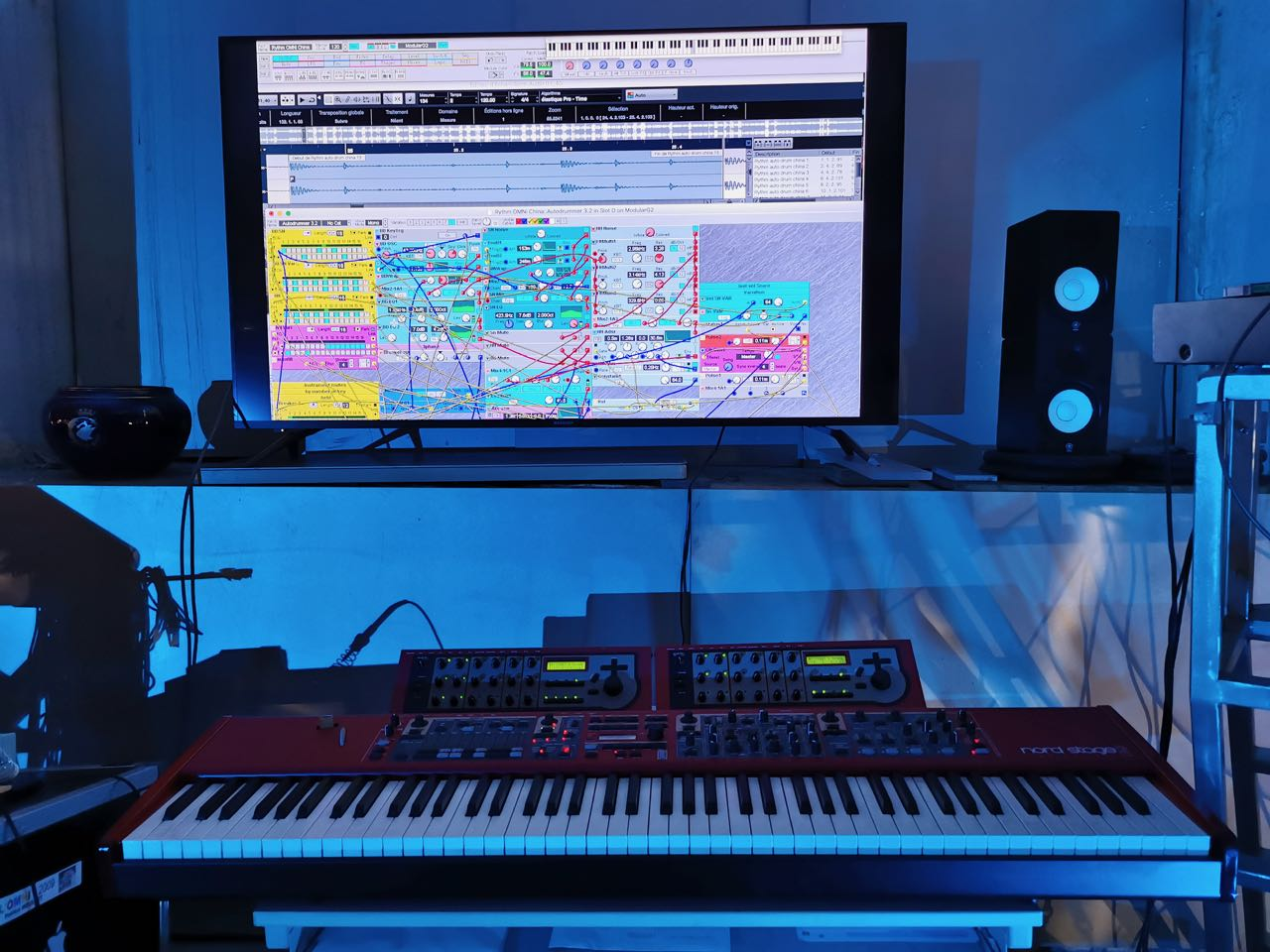
Poste de création sonore - Atelier Patrice Moullet - Paris La Défense

Le projet global de l'AEM, à la fois culturel, pédagogique, social et technologique, est parrainé par le mathématicien Cédric Villani.
Une version monumentale de l'Omni a été conçue en 2024, dix fois plus grande que l'original  : l'Omni de Hangzhou (Chine), inauguré en avril 2025.

## Albums

### Albums réalisés en tant que compositeur (Catherine Ribeiro + Alpes)
- 1969 : Catherine Ribeiro + 2 Bis (LP Festival FLDX487)[12],[13],[14]
- 1970 : no 2[15](aussi connu sous le nom de Catherine Ribeiro + Alpes) (LP Festival FLDX531)
- 1971 : Âme debout (LP Philips 6 325 180), réédité en CD (Mantra 642 091)
- 1972 : Paix (LP Philips 9 101 037)[16], réédité en CD (Mantra 642 078)
- 1974 : Le Rat débile et l'Homme des champs (LP Philips 9101 003), réédité en CD (Mantra 642 084)
- 1975 : Libertés ? (LP Fontana 9 101 501), réédité en CD (Mantra 642 083)
- 1977 : Le Temps de l'autre (LP Philips 9 101 155)  1979 : Passions (LP Philips 9 101 270)
- 1979 : Passions[17] (LP Philips 9101 270)
- 1980 : La Déboussole (LP Philips 6313 096), réédité en CD (Mantra 642 088)
- 1986 : Percuphonante (LP Ioana Melodies IM 001)
- 1993 : Fenêtre ardente (CD Mantra 642 081)
- 2012 : Réédition des 4 albums fondamentaux "Catherine Ribeiro + Alpes": no 2, Âme debout, Paix, le rat débile et l'homme des champs. 4CD en coffret chez Mercury Records sortie en 2012.
- 2015 : Réédition chez Universal Music de l'intégrale Catherine Ribeiro + Alpes en coffret 9 cd[18],[19],[20]
- 2018 : Réédition aux États-Unis des 3 premiers albums Catherine Ribeiro+Alpes - 3 albums Vinyles 33T (Anthologie records - Mexica Summers)

### Albums réalisés en tant que compositeur (Alpes - Patrice Moullet) - CD audio
- 1993 : Rock sous la Dalle[21] - Spalax Music.
- 1994 : Nyctalope - OJM - Musidisc distribution.
- 1996 : En attendant Noë[22] - Spalax Music

## Musiques de films
- 1971 : Une aventure de Billy le Kid de Luc Moullet
- 1978 : La Ville à prendre de Patrick Brunie
- 1980 : Ma première brasse de Luc Moullet
- 1990 : Archéologie, archéométries de Jean-Luc Bouvret - Création musicale. Production / Diffusion : Pour voir Production, Caisse nationale des monuments historiques et des sites, CNRS Images/Média FEMIS-CICT, Intermedia. Participation : CEA (Commissariat à l'Énergie Atomique et aux Énergies Alternatives).
- 1991 : La Cabale des oursins de Luc Moullet (CM)
- 1994 : Foix de Luc Moullet (CM)
- 1996 : Le Fantôme de Longstaff de Luc Moullet (CM)
- 1998 : …Au champ d'honneur de Luc Moullet (CM)
- 1998 : Il était deux fois de Jean Luc Bouvret - Création musicale et sonore pour 12 documentaires de 13 min sur l'expérimentation archéologique - production : cité des sciences et de l'industrie, la cinquième, CNRS.
- 2002 : Les Naufragés de la D17 de Luc Moullet
- 2006 : Le Litre de lait de Luc Moullet (CM)
- 2007 : Le Prestige de la mort de Luc Moullet
- 2015 : L'Inhumaine de Marcel L'Herbier : présentation hors compétition au Festival de Cannes de la restauration de 2014[23].

## Filmographie
Crédité sous le nom de « Albert Juross ».
- 1960 : Un steak trop cuit de Luc Moullet
- 1963 : Les Carabiniers de Jean-Luc Godard : Michel Ange
- 1968 : Les Contrebandières de Luc Moullet